# XLV edició dels Premis Ariel
La LXV edició dels Premis Ariel, organitzada per l'Acadèmia Mexicana d'Arts i Ciències Cinematogràfiques (AMACC), es va celebrar el 8 d'abril de 2003 al Palau de Belles Arts de Ciutat de Mèxic per celebrar el millor del cinema durant l'any anterior. Durant la cerimònia, l’AMACC va lliurar el premi Ariel a 26 categories en honor de les pel·lícules estrenades el 2002.
La cerimònia es va caracteritzar per les protestes contra la guerra de l'Iraq. La pel·lícula més guardonada fou El crimen del padre Amaro, que va obtenir nou premis de dotze candidatures: smillor actor secundari (Damián Alcázar), millor actriu secundària (Angélica Aragó), millor actor de repartiment (Ernesto Gómez), millor so, millor edició, millor vestuari i millor guió cinematogràfic.
L'altra vencedora, Aro Tolbukhin, dins la ment de l'assassí va guanyar set premis de tretze nominacions: millor actor (Daniel Giménez Cacho), millor actriu (Carmen Beato), millor fotografia, millor argument original, disseny artístic i maquillatge.

## Premis i nominacions
Nota: Els guanyadors estan llistats primer i destacats en negreta. ⭐
| Millor pel·lícula - El crimen del padre Amaro ⭐ - Aro Tolbukhin, dins la ment de l'assassí - Ciudades oscuras | Millor direcció - Carlos Carrera – El crimen del padre Amaro ⭐ - Agustí Villaronga, Lydia Zimmermann, Isaac P. Racine – Aro Tolbukhin, dins la ment de l'assassí - Jaime Humberto Hermosillo – eXXXorcismos                                             |
| Millor actor - Daniel Giménez Cacho – Aro Tolbukhin, dins la ment de l'assassí ⭐ - Luis Fernando Peña – Amar te duele - Alberto Estrella – eXXXorcismos | Millor actriu - Carmen Beato – Aro Tolbukhin, dins la ment de l'assassí ⭐ - Zaide Silvia Gutiérrez – Ciudades oscuras - Ana Claudia Talancón – El crimen del padre Amaro                                                                                |
| Millor coactuació masculina - Damián Alcázar – El crimen del padre Amaro ⭐ - Armando Hernández – Amar te duele - Mario Iván Martínez – La habitación azul | Millor coactuació femenina - Angélica Aragón – El crimen del padre Amaro ⭐ - Leticia Huijara – Ciudades oscuras - Arcelia Ramírez – ¿De qué lado estás?                                                                                                 |
| Millor actor de repartiment - Ernesto Gómez Cruz – El crimen del padre Amaro ⭐ - Gastón Melo – El crimen del padre Amaro - Damián Alcázar – La habitación azul | Millor actriu de repartiment - Margarita Sanz – La habitación azul ⭐ - Eva Fortea – Aro Tolbukhin, dins la ment de l'assassí - Isaura Espinoza – El tigre de Santa Julia                                                                                |
| Millor argument original - Agustí Villaronga, Lydia Zimmermann, Isaac P. Racine – Aro Tolbukhin, dins la ment de l'assassí ⭐ - Alejandro Gamboa, Francisco Sánchez – El tigre de Santa Julia - Jaime Humberto Hermosillo – eXXXorcismos                                                                               | Millor guió adaptat - Vicente Leñero – El crimen del padre Amaro ⭐ - Fernando Sariñana, Enrique Renteria – Ciudades oscuras - Walter Doehner, Vicente Leñero – La habitación azul                                                                       |
| Millor fotografia - Aro Tolbukhin, dins la ment de l'assassí – Guillermo Granillo ⭐ - La habitación azul – Serguéi Saldívar - Seres humanos – Federico Barbabosa | Millor edició - El crimen del padre Amaro – Oscar Figueroa Jara ⭐ - Aro Tolbukhin, dins la ment de l'assassí – Ernest Blasi i Bustinza - Ciudades oscuras – Roberto Bolado                                                                              |
| Millor disseny artístic - Aro Tolbukhin, dins la ment de l'assassí – Lorenza Manrique, Margarita Obrador ⭐ - El crimen del padre Amaro – Carmen Giménez Cacho, Ivonne Fuentes - Seres humanos – Eugenio Caballero | Millor banda sonora - eXXXorcismos – Omar Guzmán ⭐ - Amar te duele – Enrique Quezadas - ¿De qué lado estás? – Leonardo Heiblum, Jacobo Lieberman, Jaime López, Los Nena - Vivir mata – Mario Lavista                                                    |
| Millor so - El crimen del padre Amaro – Ernesto Gaytán, Mario Martínez Cobos, Nerio Barberis, Santiago Núñez ⭐ - Aro Tolbukhin, dins la ment de l'assassí – Albert Manera, Gabriel Coll Barberis, Marisol Nievas, Xavier Palou - El tigre de Santa Julia – Alejandro Gamboa, Antonio Diego, Rafael Molina, Ruy García | Millor vestuari - El crimen del padre Amaro – Mariestela Fernández ⭐ - Aro Tolbukhin, dins la ment de l'assassí – Antònia Marquès, Lourdes del Valle - Ciudades oscuras – Adela Cortázar - El tigre de Santa Julia – Adela Cortázar, Gabriela Fernández |
| Millor maquillatge - Aro Tolbukhin, dins la ment de l'assassí – Julio Miranda, Mario Zarazúa, Rosana Martínez ⭐ - El crimen del padre Amaro – Aurora Chavira - Seres humanos – Regina Reyes | Millors efectes especials - Aro Tolbukhin, dins la ment de l'assassí – Ángel Plana, Daniel Cordero ⭐ - El tigre de Santa Julia – Alejandro Vázquez - ¿De qué lado estás? – Alejandro Vázquez                                                            |
| Millor opera prima - Gabriel Orozco – Juan Carlos Martín ⭐ - Niños de la calle – Eva S. Aridjis - Seres humanos – Jorge aguilera | Millor pel·lícula iberoamericana - El último tren – Diego Arsuaga ⭐ - Como el gato y el ratón – Rodrigo Triana - Nada + – Juan Carlos Cremata Malberti                                                                                                  |
| Millor llargmetratge documental - Señorita extraviada – Lourdes Portillo ⭐ - Gabriel Orozco – Juan Carlos Martín Méndez - Los últimos zapatistas, héroes olvidados – Francesco Taboada Tabone - Niños de la calle – Eva S. Aridjis                                                                                    | Millor curtmetratge de ficció - La milpa – Patricia Riggen ⭐ - De Mesmer, con amor ó Té para dos – Salvador Aguirre, Alejandro Lubezki - Todos los aviones del mundo – Lucía Gajá                                                                       |
| Millor curtmetratge documental - Papá Iván – María Inés Roqué ⭐ - Descenso – Antonino Isordia Llamazares - Five O'Clock Tea – Manuel Cañibe - Gertrudis Blues – Patricia Carrillo | Ariel d'or - Elsa Aguirre ⭐ |
| Medalla Salvador Toscano - Alfredo Ripstein ⭐ | |